# Richard Thornton Wilson
Richard Thornton Wilson (1829 – New York, 26 novembre 1910) è stato un banchiere statunitense.

## Biografia
Wilson nacque nella contea di Habersham, vicino a Gainesville. Era il figlio di William Wilson, un conciatore e calzolaio scozzese, e di sua moglie Rachel Wilson.

## Carriera
Dopo la morte di suo padre nel 1849, aveva bisogno di trovare un lavoro, così andò a Dalton, e iniziò a lavorare come commesso in un negozio di proprietà di Levi Brotherton, un pastore metodista e missionario. Dopo aver risparmiato i suoi soldi, iniziò un'attività di "merce generica" con WR High, portando la sua attività sulla strada. Acquistava oggetti ad Atlanta e poi li vendeva o li scambiava con il cotone. Durante questo periodo, conobbe i fratelli Orme, che lavoravano entrambi per la East Tennessee and Georgia Railroad.

## Matrimonio
Dopo essersi diretto verso Knoxville, e ritrovandosi esausto a Loudon, dormì sulla soglia del negozio mercantile della città, di proprietà di Ebenezer Johnston. Johnston, originario della Carolina del Sud, possedeva 712 acri di terreno agricolo, una grande casa padronale e alloggi per schiavi.
Sposò, il 23 dicembre 1852, Melissa Clementine Johnston (1831–1908), figlia maggiore di Ebenezer Johnston  Together, they were the parents of five children. Through his wife's connections, she was able to enter and become intimate with "old New York society".  Because of their children's advantageous marriages, the Wilsons were known in New York and Newport society as the "marrying Wilsons.". Ebbero cinque figli:
- Mary Rita "May" Wilson (1855–1929), che sposò Ogden Goelet[5], ebbero due figli;
- Marshall Orme Wilson (1860–1926), sposò Caroline "Carrie" Astor, ebbero due figli;
- Leila "Belle" Wilson (1864–1923), sposò Sir Michael Henry Herbert[6], ebbero due figli;
- Richard Thornton Wilson Jr. (1866–1929), sposò Marion Steedman Mason[7], ebbero due figlie;
- Grace Graham Wilson (1870–1953), che sposò Cornelius Vanderbilt III[8] despite his father's wishes.[9], ebbero due figli.

Rimasero a Loudon fino alla fine del 1860, quando si trasferirono a Nashville.

## Guerra civile
Durante la guerra civile americana, la famiglia si trasferì a Macon, e Wilson prestò servizio nello staff di Lucius B. Northrop, il commissario generale degli Stati Confederati d'America. Successivamente Wilson fu nominato commissario generale da Jefferson Davis e, in questa veste, fu inviato a Londra dal governo confederato per smaltire il raccolto di cotone. Alla fine della guerra, si diceva che avesse guadagnato 500.000 dollari.

### Postguerra
Dopo la fine della guerra, Wilson iniziò a comprare le ferrovie fallite. Si trasferì a New York e acquistò una villa al 511 della 5th Avenue che era l'ex casa di Boss Tweed. I Wilson vissero a New York, trascorrendo le estati nel loro cottage, "Beaulieu", a Newport (Rhode Island), per il resto della loro vita.
Fondò la società bancaria Wilson Galloway & Co., che sarebbe poi diventata RT Wilson & Co., la prima azienda a occuparsi della questione della metropolitana di New York. Wilson è stato direttore della American Cotton Oil Co., della Fourth National Bank, della Manhattan Trust Co., della Castner Electrolytic Alkali Co., della National Surety Co., della Union Trust Co., della Casualty Co. e del Mathheson Alkali Works. Si ritirò dagli affari intorno al 1906.

## Morte
Wilson morì il 26 novembre 1910, all'età di 80 anni, nella sua residenza a New York. Alla sua morte il suo patrimonio ammontava a $ 16.072.470, di cui $ 2.216.083 erano beni immobili.. Secondo i termini del suo testamento, il suo patrimonio era diviso tra i suoi figli e nipoti.